# Reasnîkî, Hoșcea
Reasnîkî (în ucraineană Рясники) este localitatea de reședință a comunei Reasnîkî din raionul Hoșcea, regiunea Rivne, Ucraina.

## Demografie
Componența lingvistică a localității Reasnîkî
     Ucraineană (99,57%)
     Alte limbi (0,43%)
Conform recensământului din 2001, majoritatea populației localității Reasnîkî era vorbitoare de ucraineană (99,57%), existând în minoritate și vorbitori de alte limbi.